# Masakazu Morita
Masakazu Morita (jap. 森田 成一 Morita Masakazu; ur. 21 października 1972 w Tokio) – japoński seiyū i aktor dubbingowy pracujący dla Aoni Production.
Kilkakrotnie podłożył głos pod Zaca Efrona.

## Wybrane role
- Bungou Stray Dogs – Bezpańscy literaci (2017) jako Shōsaku Katsura
- Arslan senki (Xandes)
- Bleach: Jigoku-hen (2010) jako Kurosaki Ichigo
- Baccano! (2007) jako Claire Stanfield
- BECK: Mongolian Chop Squad (2004) jako Hyōdō Masaru
- Bleach (2004) jako Kurosaki Ichigo i Hollow Ichigo
- Bleach: Memories in the Rain (2004) jako Kurosaki Ichigo
- Bleach: Memories of Nobody (2006) jako Kurosaki Ichigo
- Bleach: The DiamondDust Rebellion (2007) jako Kurosaki Ichigo
- Bleach: The Sealed Sword Frenzy (2005) jako Kurosaki Ichigo
- Bokusatsu Tenshi Dokuro-chan (2005) jako Yamazaki-sensei
- Dragon Ball Z: Battle of Gods (2013) jako Whis
- Dragon Ball Z: Fukkatsu no F (2015) jako Whis
- Dragon Ball Super (2015) jako Whis
- Dragon Ball Super (2016) jako Copy Vegeta
- Dragon Ball Z Ossu! Kaette Kita Son-Goku to Nakamatachi!! (2008) jako Tarble
- Final Fantasy X (2001) jako Tidus
- Higashi no Eden (2009) jako  Ryō Yūki
- Kamen Rider Drive (2015) jako Tenjūrō Banno/Kamen Rider Gold Drive i Sigma Circular
- Kidō senshi Gundam Seed Destiny (2004) jako Auel Neider
- Kin'iro no Chord (2006) jako Kazuki Hihara
- Kite Liberator (2008) jako Rin Gaga
- Major (2004) jako Toshiya Satō
- Marginal Prince (2006) jako Alfred Visconti
- One Piece (1999) jako Marco
- Ring ni Kakero (2004) jako Ryuji Takane
- Rycerze Zodiaku: Piekło (2005) jako Seiya
- Saint Seiya – Meiou Hades Juuni Kyuu Hen (2002) jako Seiya
- Sonic X (2003) jako dorosły Chris Thorndyke
- Sengoku Basara (2009) jako Maeda Keiji
- Tiger & Bunny (2011) jako Barnaby Brooks Jr.